# Röhrnbach

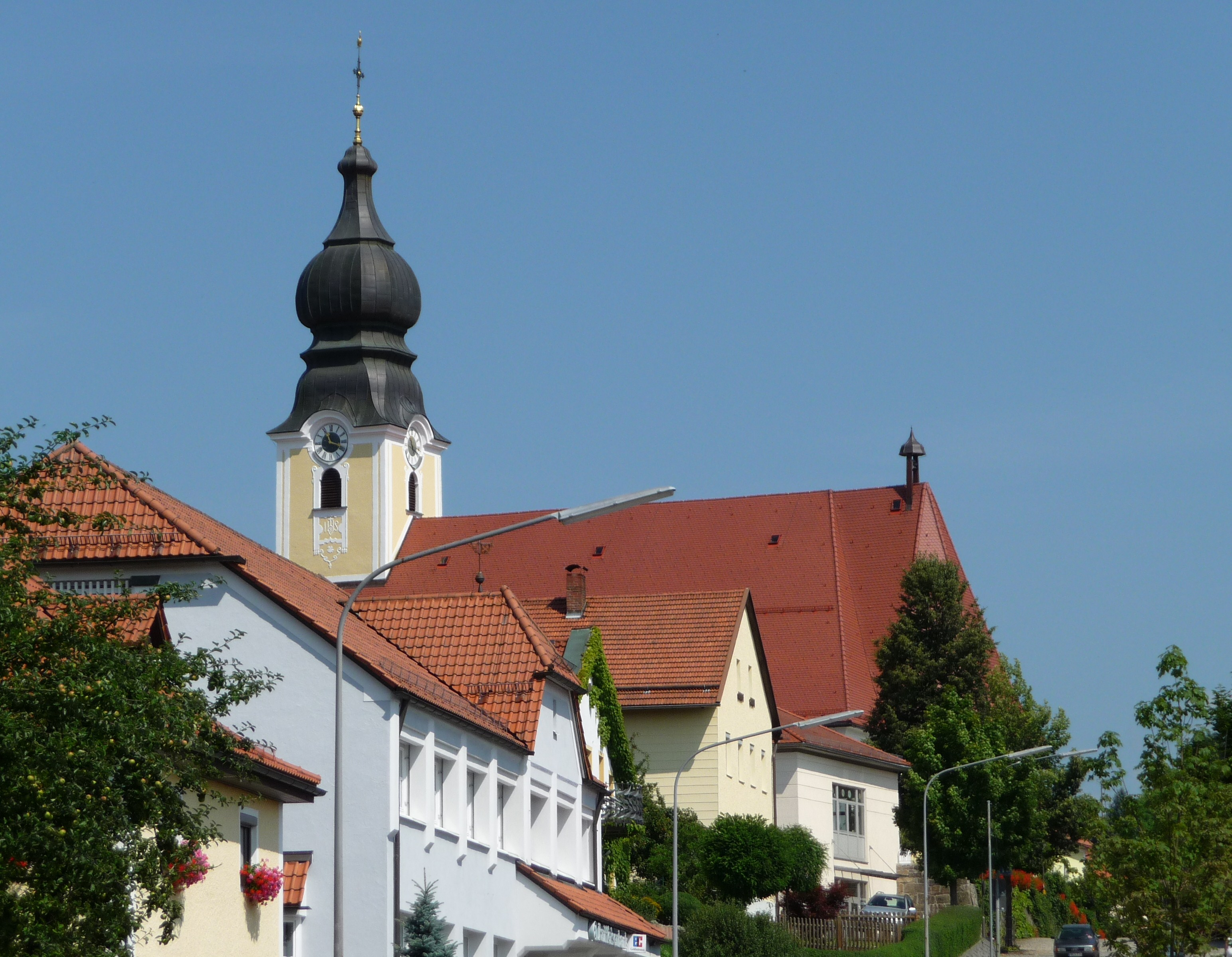
Die katholische Pfarrkirche St. Michael

Röhrnbach ist ein Markt im niederbayerischen Landkreis Freyung-Grafenau. Der gleichnamige Hauptort ist ein staatlich anerkannter Erholungsort und Sitz der Gemeindeverwaltung.

## Geografie

### Geografische Lage
Röhrnbach liegt in der Region Donau-Wald im südlichen Bayerischen Wald. Der Markt befindet sich an der B 12, rund 22 km nördlich von Passau, acht Kilometer westlich von Waldkirchen, zwölf Kilometer südlich von Freyung, 30 km von der Grenze zu Tschechien bei Philippsreut und 28 km von der BAB-3-Ausfahrt Aicha vorm Wald entfernt.

### Nachbargemeinden
- Fürsteneck
- Perlesreut
- Freyung
- Waldkirchen
- Büchlberg
- Hutthurm

### Gemeindegliederung
Es gibt 44 Gemeindeteile (in Klammern ist der Siedlungstyp angegeben):
- Altreut (Einöde)
- Alzesberg (Dorf)
- Auggenthal (Dorf)
- Außernbrünst (Kirchdorf)
- Bruckmühle (Einöde)
- Deching (Dorf)
- Ernsting (Weiler)
- Garham (Weiler)
- Goggersreut (Dorf)
- Göttlmühle (Einöde)
- Großwiesen (Dorf)
- Grubhaus (Einöde)
- Haberlmühle (Einöde)
- Harsdorf (Dorf)
- Höbersberg (Dorf)
- Holzhof (Einöde)
- Holzmühle (Einöde)
- Irlesberg (Dorf)
- Kaltenstein (Dorf)
- Kleinwiesen (Dorf)
- Kollberg (Dorf)
- Kumreut (Pfarrdorf)
- Lanzesberg (Weiler)
- Leopiermühle (Einöde)
- Lobenstein (Dorf)
- Nebling (Dorf)
- Oberndorf (Kirchdorf)
- Oberstrahbergmühle (Einöde)
- Ödhof (Einöde)
- Ödmühle (Einöde)
- Paulusmühle (Weiler)
- Pötzerreut (Weiler)
- Praßreut (Dorf)
- Rappmannsberg (Einöde)
- Reisersberg (Dorf)
- Röhrnbach (Hauptort)
- Rumpenstadl (Weiler)
- Saußmühle (Weiler)
- Steinerleinbach (Dorf)
- Stelzerreut (Einöde)
- Ulrichsreut (Dorf)
- Unterstrahbergmühle (Dorf)
- Voggenberg (Dorf)
- Wilhelmsreut (Dorf)

### Klima
Das eigentlich eher raue Klima des Bayerischen Waldes trifft auf Röhrnbach nur bedingt zu, liegt es doch unterhalb von 500 Metern in einem geschützten Talkessel.

## Geschichte

### Bis zur Gemeindegründung
Das 1170 erstmals erwähnte Röhrnbach lag am Bergreichensteiner Ast des Goldenen Steiges. Da hier der goldene Steig auf die Klafferstraße traf, hatte Röhrnbach besonders im 16. Jahrhundert Bedeutung als Handelsplatz.
Die Herrschaft Röhrnbach wurde 1593 vom Hochstift Passau erworben. Röhrnbach war bereits seit dem 15. Jahrhundert Sitz eines hochstiftischen Amtes, das die Grundherrschaften des Hochstifts verwaltete. Der 1593 und 1612 zum Markt erhobene Ort des Hochstiftes Passau (der zeitweise weitgehende Eigenrechte genoss), hatte 1649 über 600 Opfer der Pest zu beklagen.
Der Marktflecken wurde 1803 mit dem größten Teil des hochstiftischen Gebietes zugunsten von Erzherzog Ferdinand von Toskana säkularisiert und fiel erst 1805 an Bayern. Im Zuge der Verwaltungsreformen in Bayern entstand mit dem Gemeindeedikt von 1818 die Gemeinde.

### 20. Jahrhundert
In den letzten Tagen des Zweiten Weltkriegs wurden in Röhrnbach 42 Häuser zerstört, dazu 36 Bauernanwesen in den umliegenden Dörfern. Aus dem Wiederaufbau heraus entstand ein rasches Wachstum des Ortes, als neuer Handwerkszweig kam die Glasveredelung in den Markt.
Im Jahr 1983 entstand ein neues Gemeindezentrum. Ab 1984 wurde die Umgehungsstraße erbaut.

### Eingemeindungen
Im Zuge der Gebietsreform in Bayern wurden Teile der ehemals selbständigen Gemeinden Wilhelmsreut und Oberndorf wurden am 1. April 1971 eingegliedert. Die Gemeinde Außernbrünst kam am 1. Januar 1976 hinzu. Am 1. Mai 1978 wurde ein Teil der ehemaligen Gemeinde Kumreut angegliedert. Am 1. März 1979 kam ein Gebiet der Kreisstadt Freyung mit dem Ort Kumreut mit etwa 500 Einwohnern hinzu.

### Einwohnerentwicklung
Zwischen 1988 und 2018 wuchs der Markt von 4258 auf 4395 Einwohner bzw. um 3,2 %.
- 1840: 2607 Einwohner
- 1871: 2753 Einwohner
- 1900: 2969 Einwohner
- 1925: 2848 Einwohner
- 1939: 2691 Einwohner
- 1950: 3942 Einwohner
- 1961: 3546 Einwohner
- 1970: 3832 Einwohner
- 1980: 3890 Einwohner
- 1987: 4145 Einwohner
- 1991: 4345 Einwohner
- 1995: 4360 Einwohner
- 2000: 4492 Einwohner
- 2005: 4611 Einwohner
- 2010: 4524 Einwohner
- 2015: 4382 Einwohner
- 2019: 4314 Einwohner

## Politik
Der Marktgemeinderat besteht aus 16 Mitgliedern zuzüglich des Bürgermeisters. Bürgermeister ist Leonhard Meier (Junge Bürgerliste, JBL).
| Parteien / Wählergemeinschaften | Parteien / Wählergemeinschaften                      | % 2020 | Sitze 2020 | % 2014 | Sitze 2014 | % 2008 | Sitze 2009 | % 2002 | Sitze 2002 |
| CSU                             | Christlich-Soziale Union in Bayern                   | 31,5   | 5          | 39,0   | 6          | 34,8   | 6          | 32,4   | 5          |
| CWG / FW                        | Christliche Wählergemeinschaft / Freie Wähler Bayern | 19,2   | 3          | 24,8   | 4          | 23,7   | 4          | 21,6   | 4          |
| JBL                             | Junge Bürgerliste                                    | 21,9   | 4          | 15,5   | 3          | 17,6   | 3          | 17,2   | 3          |
| FWG                             | Freie Wählergemeinschaft Kumreut-Harsdorf            | 11,7   | 2          | 11,7   | 2          | 13,0   | 2          | 13,3   | 2          |
| SPD / UW                        | SPD Bayern / Unabhängige Wähler                      | –      | –          | 9,1    | 1          | –      | –          | –      | –          |
| SPD / UW / ödp                  | SPD Bayern / Unabhängige Wähler / ÖDP                | –      | –          | –      | –          | 10,8   | 1          | 15,5   | 2          |
| JL                              | Junge Liste eine Gemeinde … unsere Heimat            | 15,6   | 2          | –      | –          | –      | –          | –      | –          |
| Gesamt                          | Gesamt                                               | 100    | 16         | 100    | 16         | 100    | 16         | 100    | 16         |
| Wahlbeteiligung                 | Wahlbeteiligung                                      | 70,1 % | 70,1 %     | 66,9 % | 66,9 %     | 61,6 % | 61,6 %     | 65,2 % | 65,2 %     |

1. ↑  nach Korrektur der Rundungsfehler

### Wappen
| Wappen von Röhrnbach | Blasonierung: „In Silber ein rotes Herz“ |
| Wappen von Röhrnbach | Das Wappen mit dem damaszierten Feld in Silber wird seit Ende des 19. Jahrhunderts geführt und ist aus dem Ortssiegel abgeleitet, das seit 1882 belegt ist. |

## Kultur und Sehenswürdigkeiten

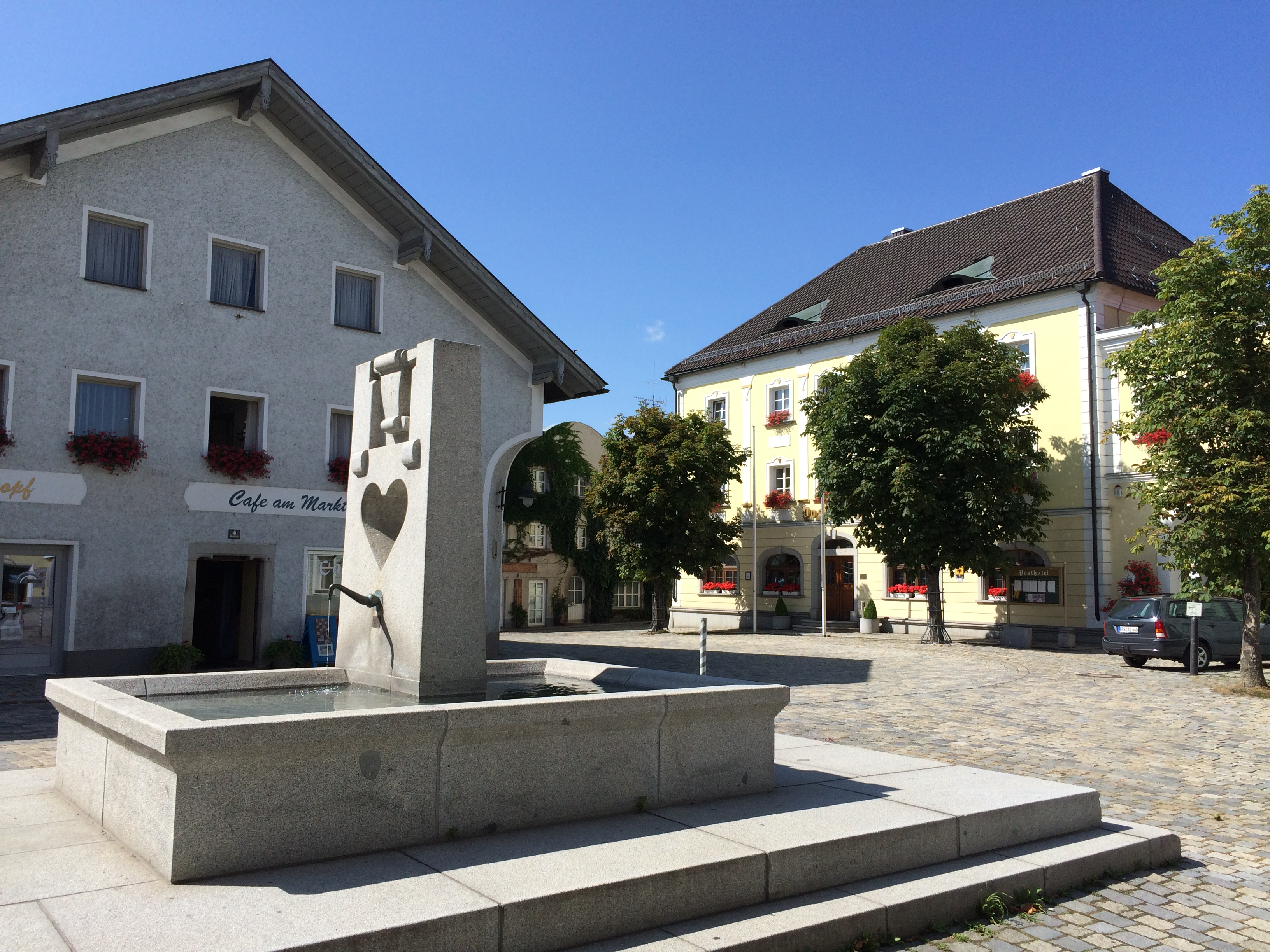
Der Brunnen auf dem Marktplatz, Bildhauer Edmund Puchner 1990

### Sehenswürdigkeiten
Zu den Sehenswürdigkeiten gehören der Ortskern des Hauptortes mit dem Marktplatz und den historischen Bürgerhäusern. Die Gemeinde diente als Kulisse in der Fernsehserie Forsthaus Falkenau, wo die Ortschaft allerdings Küblach genannt wurde. Die spätbarocke Pfarrkirche St. Michael entstand von 1746 bis 1750 auf den Turmmauern eines spätgotischen Baues. 1970/71 wurde der dreischiffige Gewölbebau erweitert.
Im Jahre 1990 wurde im Zuge der Neugestaltung des Marktplatzes ein Granitbrunnen am Standort des alten Brunnens aufgestellt. Der Münchner Bildhauer Edmund Puchner hat mit diesem Brunnen den 1. Preis im Wettbewerb gewonnen und den Brunnen selbst aus niederbayerischem Granit gehauen. Die auf den Brunnentrog gestellte Granitscheibe mit Wasserspender nimmt mit dem Durchbruch in Herzform Bezug auf das Wappen von Markt Röhrnbach. Die doppelseitigen Stierkopfreliefs symbolisieren die bedeutenden Rindermäkrte, die früher in der Gemeinde stattfanden.

### Weitere Baudenkmäler
- Ehemaliger Bahnhof Röhrnbach
- Brücke der alten Straße Außernbrünst-Röhrnbach über den Osterbach
- Vierseithof in Goggersreut
- Haberlmühle
- Burgruine Kaltenstein
- Katholische Pfarrkirche St. Joseph in Kumreut
- Katholische Filialkirche St. Korona in Oberndorf

## Wirtschaft und Infrastruktur

### Wirtschaft
2020 gab es nach der amtlichen Statistik im Bereich der Land- und Forstwirtschaft 14, im produzierenden Gewerbe 1692 und im Handel, Verkehr, Gastgewerbe 473 sozialversicherungspflichtig Beschäftigte am Arbeitsort. In sonstigen Wirtschaftsbereichen waren es 419 Personen. Sozialversicherungspflichtig Beschäftigte am Wohnort gab es 1796. Im verarbeitenden Gewerbe gab es sieben, im Bauhauptgewerbe neun Betriebe. Im Jahr 2016  bestanden zudem 70 landwirtschaftliche Betriebe mit einer landwirtschaftlich genutzten Fläche von insgesamt 1982 ha, davon waren 724 ha Ackerfläche und 1256 ha Dauergrünfläche.

### Verkehr

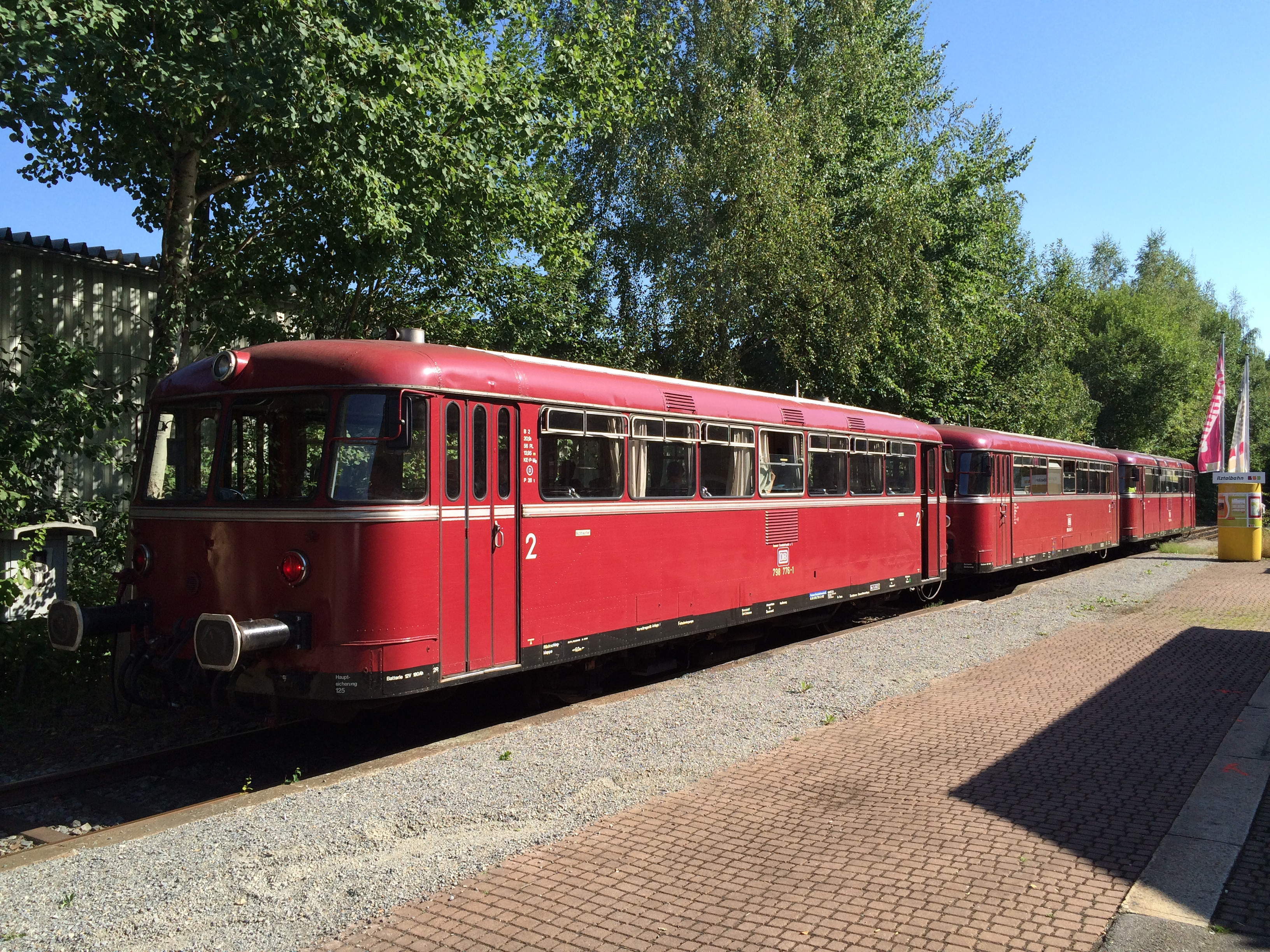
Schienenbusse der Passauer Eisenbahnfreunde im Bf. Röhrnbach

Röhrnbach ist mit der Bundesstraße 12 von Passau nach Freyung / Grenzübergang Philippsreut an das überörtliche Straßenverkehrsnetz angeschlossen.
Seit 1890 existierte in Röhrnbach ein Bahnhof an der so genannten Ilztalbahn von Passau nach Freyung. Im Jahr 1982 wurde der reguläre Personenverkehr eingestellt. Bis August 2002 befuhren noch Güterzüge und Sonderzüge die Strecke. Seitdem war sie wegen Hochwasserschäden nicht mehr befahrbar. Von August 2009 bis Juli 2011 wurde die Bahnstrecke durch die Ilztalbahn GmbH, unterstützt durch den Förderverein Ilztalbahn e. V., wieder befahrbar gemacht. Am 16. Juli 2011 wurde der Bahnverkehr im Rahmen des Freizeitverkehrsprojektes Donau-Moldau wieder an Samstagen, Sonntagen und Feiertagen im Sommerhalbjahr und zu Sonderfahrten ganzjährig aufgenommen.

### Bildung
Es gibt folgende Einrichtungen (Stand 2024):
- Drei Kindergärten: Kinderhaus St. Michael Röhrnbach, Kindergarten Kumreut, Waldkindergarten Waldkirchen und Waldkindergarten Dornbachkinder
- Grund- und Mittelschule „Am Goldenen Steig“ mit 25 Lehrkräften und 180 Schülern (Schuljahr 2024/25)

Bis 2018 gab es in Kumreut und bis 1970 auch in Außernbrünst eine Grundschule.

### Sport

#### SV Röhrnbach
Beim SV Röhrnbach gibt es die Sparten Fußball, Volleyball, Tischtennis, Ski, Schach, Tanz, Stockschießen, Kickboxen, Bogenschießen, Wanderfreunde, Kinderturnen, Damengymnastik, Versehrtensport, Coronar Treff und die der Burgnarren.

#### Motor-Sport-Club Röhrnbach
Der MSC Röhrnbach hat etwa 230 Mitglieder und umfasst folgende Sparten:
- Wagensport: Teilnahmen an regionalen und überregionalen Rallye- und Automobil-Slalomveranstaltungen sowie Bergrennen
- Kartsport: Teilnahmen am Jugend-Kart-Slalom
- Motorradsport: Erfolgreich im Trialsport und Rundstreckenrennsport vertreten

## Persönlichkeiten
In Röhrnbach geboren:
- Joseph Anton Meßmer (1829–1879), Theologe und Archäologe

In Kleinwiesen geboren:
- Georg Seibert (1939–2017), Bildhauer

In Ulrichsreuth geboren:
- Erich Garhammer (* 1951), römisch-katholischer Theologe

Mit der Gemeinde verbunden:
- Kilián Nowotny (1905–1977), lebte ab 1946 in Röhrnbach, Fluchthelfer und Agent (König des Böhmerwaldes)